# Reignat
Reignat ist eine französische Gemeinde mit 379 Einwohnern (Stand: 1. Januar 2022) im Département Puy-de-Dôme in der Region Auvergne-Rhône-Alpes. Reignat gehört zum Arrondissement Clermont-Ferrand und zum Kanton Billom (bis 2015: Kanton Vertaizon).

## Lage
Reignat liegt etwa 19 Kilometer ostsüdöstlich von Clermont-Ferrand in der Limagne. Umgeben wird Reignat von den Nachbargemeinden Moissat im Norden, Glaine-Montaigut im Osten und Südosten, Billom im Süden und Südwesten sowie Espirat im Westen. 

## Weblinks

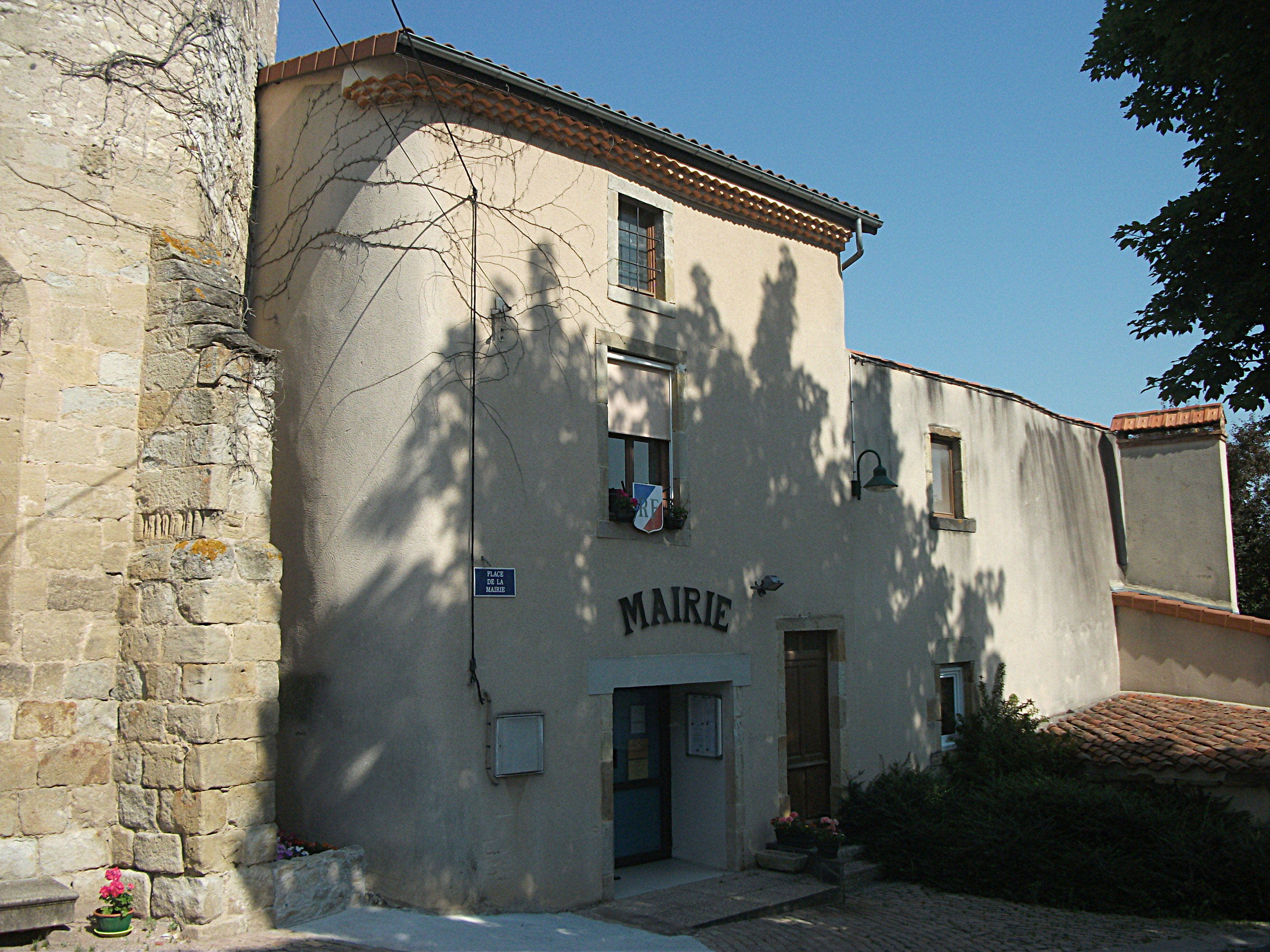
Mairie von Reignat

## Bevölkerungsentwicklung
| Jahr                       | 1962 | 1968 | 1975 | 1982 | 1990 | 1999 | 2006 | 2013 | 2020 |
| Einwohner                  | 207  | 202  | 212  | 200  | 198  | 241  | 304  | 362  | 379  |
| Quellen: Cassini und INSEE |      |      |      |      |      |      |      |      |      |